# Siphonostegia
Siphonostegia är ett släkte av snyltrotsväxter. Siphonostegia ingår i familjen snyltrotsväxter.
Kladogram enligt Catalogue of Life:
| Siphonostegia | \| \| Siphonostegia chinensis \| \| \| \| \| \| Siphonostegia laeta \| \| \| \| |
|               | \| \| Siphonostegia chinensis \| \| \| \| \| \| Siphonostegia laeta \| \| \| \| |
|               | Siphonostegia chinensis                                                         |
|               |                                                                                 |
|               | Siphonostegia laeta                                                             |
|               |                                                                                 |